# Ngữ tộc Khasi-Khơ Mú
Ngữ tộc Khasi-Khơ Mú (Khasi-Khmu) là một nhánh chính của ngữ hệ Nam Á, gồm ngôn ngữ của các sắc tộc phân bố ở vùng Đông Nam Á, theo phân loại của Diffloth (2005).

## Phân loại
|  | Khmu                                              |
|  |                                                   |
|  | \| \| Pakan \| \| \| \| \| \| Palaung \| \| \| \| |
|  |                                                   |
|  | Pakan                                             |
|  |                                                   |
|  | Palaung                                           |
|  |                                                   |

|  | Pakan   |
|  |         |
|  | Palaung |
|  |         |

|  | Khmu                                              |
|  |                                                   |
|  | \| \| Pakan \| \| \| \| \| \| Palaung \| \| \| \| |
|  |                                                   |
|  | Pakan                                             |
|  |                                                   |
|  | Palaung                                           |
|  |                                                   |

|  | Pakan   |
|  |         |
|  | Palaung |
|  |         |

Tuy nhiên, Paul Sidwell (2009, 2011) cho rằng Khmu và Pakan, hoặc ít nhất là ngữ chi Mảng (ngữ chi Palyu) là chi nhánh độc lập, và sự kết nối hợp lệ chỉ là Khasi-Palaung.
Ngữ chi Pakan gần đây được mô tả mở rộng, tuy nhiên đang bị tranh cãi, với một số trong ngữ chi Mảng và số khác trong Palaung.